# Gilles Crapoulet
Gilles Crapoulet, né le 16 février 1956 à Doullens dans la Somme, est un footballeur français qui évoluait au poste d'attaquant du milieu des années 1970 jusqu'au début des années 1990.

## Biographie
Il obtient son diplôme d'entraîneur fédéral à Clairefontaine et entraîne le club d'Angoulême, monte en CFA 2 et arrête sa carrière d'entraîneur en juin 2016. En 2017 devient entraîneur d'un petit club départemental de Charente, le FC Saint-Cybardeaux, une aide précieuse pour ce club en pleine reconstruction. un juste retour pour celui qui avait commencé sa carrière à l'US Flesselles, petit club départemental de la Somme. 

## Statistiques
Le tableau ci-dessous résume les statistiques en matches officiels de Gilles Crapoulet durant sa carrière de joueur.
| Saison                | Club                  | Championnat           | Championnat | Championnat | Coupe(s) nationale(s) | Coupe(s) nationale(s) | Total | Total |
| Saison                | Club                  | Division              | M.          | B.          | M.                    | B.                    | M.    | B.    |
| 1974-1975             | Amiens SC             | 2                     | 31          | 10          | 1                     | 0                     | 32    | 10    |
| 1975-1976             | Amiens SC             | 2                     | 30          | 9           | 1                     | 0                     | 31    | 9     |
| 1976-1977             | Amiens SC             | 2                     | 13          | 2           |                       |                       | 13    | 2     |
| 1977-1978             | Amiens SC             | 3                     | 28          | 9           |                       |                       | 28    | 9     |
| 1978-1979             | Amiens SC             | 2                     | 31          | 9           | 3                     | 0                     | 34    | 9     |
| Sous-total            | Sous-total            | Sous-total            | 133         | 39          | 5                     | 0                     | 138   | 39    |
| 1979-1980             | AS Angoulême          | 2                     | 26          | 9           | 5                     | 0                     | 31    | 9     |
| 1980-1981             | AS Angoulême          | 2                     | 23          | 1           | 4                     | 1                     | 27    | 2     |
| 1981-1982             | AS Angoulême          | 2                     | 34          | 7           |                       |                       | 34    | 7     |
| 1982-1983             | AS Angoulême          | 2                     | 28          | 3           |                       |                       | 28    | 3     |
| 1983-1984             | AS Angoulême          | 2                     | 29          | 3           |                       |                       | 29    | 3     |
| Sous-total            | Sous-total            | Sous-total            | 140         | 23          | 9                     | 1                     | 149   | 24    |
| 1984-1985             | SM Caen               | 2                     | 27          | 2           | 1                     | 0                     | 28    | 2     |
| 1985-1986             | SM Caen               | 2                     | 1           | 0           |                       |                       | 1     | 0     |
| Sous-total            | Sous-total            | Sous-total            | 28          | 2           | 1                     | 0                     | 29    | 2     |
| 1986-1987             | AS Angoulême          | 3                     | 20          | 4           |                       |                       | 20    | 4     |
| 1987-1988             | AS Angoulême          | 3                     |             |             |                       |                       | 0     | 0     |
| 1988-1989             | AS Angoulême          | 3                     |             |             |                       |                       | 0     | 0     |
| 1989-1990             | AS Angoulême          | 3                     | 2           | 0           |                       |                       | 2     | 0     |
| Sous-total            | Sous-total            | Sous-total            | 22          | 4           | -                     | -                     | 22    | 4     |
| Total sur la carrière | Total sur la carrière | Total sur la carrière | 323         | 68          | 15                    | 1                     | 338   | 69    |